# Robert Duncan Milne
Pour les articles homonymes, voir Milne.
Œuvres principales
- En plein soleil

Robert Duncan Milne, né le 7 juin 1844 à Cupar en Écosse et mort le 15 décembre 1899 à San Francisco en Californie, est un écrivain de science-fiction britannique. Il a écrit plus de cent-dix histoires publiées dans des journaux ou dans le magazine The Argonaut (en), influençant les œuvres d'auteurs illustres, dont H. G. Wells et La Machine à explorer le temps,,,. Dès la fin du XIXe siècle, il imagine la télévision, la télésurveillance, les changements climatiques, la guerre des drones,,.

## Œuvres
- - (fr) "Histoire d'un visionnaire oublié." (2024) : une biographie en quatre parties (Printemps https://amzn.eu/d/2SaMlss - Eté https://amzn.eu/d/0DooATl -Automne https://amzn.eu/d/7aEVC4D - Hiver https://amzn.eu/d/8bP7bEX) de Robert Duncan Milne imaginée par Augusta Boveresse.
  - (en) "THE LOST FATHER OF AMERICAN SCIENCE FICTION." (2025) - version anglaise de "Histoire d'un Visionnaire oublié." de Augusta Boveresse. https://amzn.eu/d/ctJxhoM
  - En plein soleil, 2007 ((en) Into the Sun, 1882), trad. Marc MadouraudParue dans Fiction no 6[7], Les Moutons électriques
- (en) Into the Sun & Other Stories, Donald M. Grant, Publisher, 1980Sélection et introduction par Sam Moskowitz (en)